# University of Charleston Men's Volleyball
La University of Charleston Men's Volleyball è la squadra di pallavolo maschile appartenente alla University of Charleston, con sede a Charleston (Virginia Occidentale): milita nella Eastern Intercollegiate Volleyball Association della NCAA Division I.

## Storia
Il programma di pallavolo maschile della University of Charleston viene fondato il 18 dicembre 2013. Dopo aver gareggiato inizialmente come squadra indipendente, si affilia alla Eastern Intercollegiate Volleyball Association, in cui esordisce nel 2016.

## Conference
- Eastern Intercollegiate Volleyball Association: 2016-

## Allenatori
- Michael Crane: 2014-2016
- Ken Murczek: 2017
- Bren Stevens: 2018
- Michael Iandolo: 2019-